# Port-d'Envaux
Port-d'Envaux és un municipi francès situat al departament del Charente Marítim i a la regió de la Nova Aquitània. L'any 2007 tenia 1.003 habitants.

## Demografia

### Població
El 2007 la població de fet de Port-d'Envaux era de 1.003 persones. Hi havia 438 famílies de les quals 114 eren unipersonals (40 homes vivint sols i 74 dones vivint soles), 173 parelles sense fills, 114 parelles amb fills i 37 famílies monoparentals amb fills.
La població ha evolucionat segons el següent gràfic:
Habitants censats

### Habitatges
El 2007 hi havia 611 habitatges, 451 eren l'habitatge principal de la família, 92 eren segones residències i 67 estaven desocupats. 597 eren cases i 12 eren apartaments. Dels 451 habitatges principals, 371 estaven ocupats pels seus propietaris, 69 estaven llogats i ocupats pels llogaters i 11 estaven cedits a títol gratuït; 2 tenien una cambra, 11 en tenien dues, 55 en tenien tres, 140 en tenien quatre i 244 en tenien cinc o més. 338 habitatges disposaven pel capbaix d'una plaça de pàrquing. A 191 habitatges hi havia un automòbil i a 230 n'hi havia dos o més.

### Piràmide de població
La piràmide de població per edats i sexe el 2009 era:
| Homes | Edats   | Dones |
| ----- | ------- | ----- |
| 0     | 95 o +  | 0     |
| 0     | 90 a 94 | 4     |
| 4     | 85 a 89 | 8     |
| 8     | 80 a 84 | 16    |
| 16    | 75 a 79 | 16    |
| 36    | 70 a 74 | 32    |
| 36    | 65 a 69 | 44    |
| 32    | 60 a 64 | 28    |
| 20    | 55 a 59 | 28    |
| 48    | 50 a 54 | 40    |
| 48    | 45 a 49 | 44    |
| 36    | 40 a 44 | 48    |
| 28    | 35 a 39 | 24    |
| 24    | 30 a 34 | 44    |
| 32    | 25 a 29 | 12    |
| 28    | 20 a 24 | 20    |
| 36    | 15 a 19 | 28    |
| 28    | 10 a 14 | 20    |
| 24    | 5 a 9   | 20    |
| 12    | 0 a 4   | 4     |

## Economia
El 2007 la població en edat de treballar era de 618 persones, 438 eren actives i 180 eren inactives. De les 438 persones actives 408 estaven ocupades (207 homes i 201 dones) i 31 estaven aturades (17 homes i 14 dones). De les 180 persones inactives 85 estaven jubilades, 31 estaven estudiant i 64 estaven classificades com a «altres inactius».

### Ingressos
El 2009 a Port-d'Envaux hi havia 482 unitats fiscals que integraven 1.109 persones, la mediana anual d'ingressos fiscals per persona era de 17.670 €.

### Activitats econòmiques
Dels 38 establiments que hi havia el 2007, 3 eren d'empreses alimentàries, 3 d'empreses de fabricació d'altres productes industrials, 11 d'empreses de construcció, 6 d'empreses de comerç i reparació d'automòbils, 1 d'una empresa de transport, 4 d'empreses d'hostatgeria i restauració, 1 d'una empresa d'informació i comunicació, 3 d'empreses immobiliàries, 2 d'empreses de serveis, 1 d'una entitat de l'administració pública i 3 d'empreses classificades com a «altres activitats de serveis».
Dels 13 establiments de servei als particulars que hi havia el 2009, 1 era una oficina de correu, 1 paleta, 1 guixaire pintor, 1 fusteria, 3 lampisteries, 1 electricista, 1 empresa de construcció, 1 perruqueria, 2 restaurants i 1 agència immobiliària.
Dels 5 establiments comercials que hi havia el 2009, 1 era una botiga de menys de 120 m², 3 fleques i 1 una carnisseria.
L'any 2000 a Port-d'Envaux hi havia 22 explotacions agrícoles que ocupaven un total de 504 hectàrees.

## Equipaments sanitaris i escolars
El 2009 hi havia una escola elemental integrada dins d'un grup escolar amb les comunes properes formant una escola dispersa.

## Poblacions més properes
El següent diagrama mostra les poblacions més properes.